# GOOD TIMES DVD 〜The Best Live Performance 2002-2011〜
『GOOD TIMES DVD 〜The Best Live Performance 2002-2011〜』（グッド・タイムス・ディーブイディー 〜ザ・ベスト・ライブ・パフォーマンス 2002-2011〜）は、RIP SLYMEの7枚目のDVDである。2011年11月9日にワーナーミュージックジャパンより発売された。

## 概要
- デビュー10周年を記念して発売された、GOOD TIMESシリーズの第4弾。
- 今までのライブ映像から選りすぐりのテイクを抽出され、初公開映像やSTAR TOUR 2011 （日本武道舘）から13曲も初収録された、10年間のライブの集大成である。
- 初回限定盤はお馴染みのキャラメルボックス仕様となっており、ライブDVDならではのツアーにちなんだ オリジナルグッズを封入したスペシャルパッケージとなっている[1]。
- ジャケットはGOOD TIMESシリーズと同じく、赤塚不二夫 のスタジオであるフジオプロダクションが担当。

## 初回限定盤
初回限定盤のみ豪華5大おまけ付となっており、
- ラミネートTOUR PASS （2種類のうち1枚をランダム封入）
- Special Memorial Ticket （SUMMER MADNESS 03）
- 2012年リバーシブルLive Photo カレンダーポスター
- STAR TOUR 2011 ステッカー
- GOLDEN RIP SLYME クリスマスカード

が付属されている。
さらに、PV集 （初回限定盤） に封入されている“応募券A”とこのDVDの初回限定盤 に封入されている“応募券B”を郵便ハガキに貼付し応募すると、抽選で1,000名様に「GOOD TIMES DVD スペシャル」がプレゼントされた。

## 収録内容
1. STEPPER'S DELIGHT (TOKYO CLASSIC TOUR @日本武道館 2002.07.25)
2. 雑念エンタテインメント (SUMMER MADNESS 03 @国営昭和記念公園 2003.07.20)
3. One (SUMMER MADNESS 03 @国営昭和記念公園 2003.07.20)
4. FUNKASTIC (MASTERPIECE TOUR 2004 @日本武道館 2004.12.28)
5. 楽園ベイベー (OCEAN'S FIVE @宜野湾海浜公園屋外劇場 2004.08.07)
6. BLUE BE-BOP (TOKYO CLASSIC TOUR “HOTTER THAN JULY" @日本武道館 2002.12.28)
7. JOINT (DANCE FLOOR MASSIVE Ⅱ @Zepp Tokyo 2006.07.12)
8. Dandelion (DANCE FLOOR MASSIVE Ⅲ @Zepp Tokyo 2008.11.13)
9. GALAXY (MASTERPIECE TOUR 2004 @日本武道館 2004.12.28)
10. 黄昏サラウンド (無料武道館ライブ Ⅱ ~from R~ @日本武道館 2006.12.21)
11. Hot chocolate (~Xmas DINNER SHOW!?~ [VIP'S LIVE] @Zepp Tokyo 2005.12.24)
12. ラヴぃ (DANCE FLOOR MASSIVE Ⅱ @Zepp Tokyo 2006.07.12)
13. ブロウ (FUNFAIR TOUR 07-08 @日本武道館 2008.01.04)
14. 熱帯夜 (RIP SLYME LIVE ON “JOURNEY" TOUR 2009 @愛知県芸術劇場大ホール 2009.07.12)
15. SPEED KING (FUNFAIR TOUR 07-08 @日本武道館 2008.01.04)
16. 太陽とビキニ (RIP SLYME LIVE ON “JOURNEY" TOUR 2009 @愛知県芸術劇場大ホール 2009.07.12)
17. マタ逢ウ日マデ (MASTERPIECE TOUR 2004 @日本武道館 2004.12.28)
18. The Beat Goes On (STAR TOUR 2011 @日本武道館 2011.07.13)
19. Don't Panic (STAR TOUR 2011 @日本武道館 2011.07.13)
20. Pop Up なう (STAR TOUR 2011 @日本武道館 2011.07.13)
21. フォーチュン・クッキー (STAR TOUR 2011 @日本武道館 2011.07.13)
22. TOKYO STOMP (STAR TOUR 2011 @日本武道館 2011.07.13)
23. 甘い生活 ~La dolce vita~ (STAR TOUR 2011 @日本武道館 2011.07.13)
24. ○×△□ (STAR TOUR 2011 @日本武道館 2011.07.13)
25. Under The Skin (STAR TOUR 2011 @日本武道館 2011.07.13)
26. BABY (STAR TOUR 2011 @日本武道館 2011.07.13)
27. センス・オブ・ワンダー (STAR TOUR 2011 @日本武道館 2011.07.13)
28. SCAR (STAR TOUR 2011 @日本武道館 2011.07.13)
29. Good Day (adidas originals remix) (STAR TOUR 2011 @日本武道館 2011.07.13)
30. Good Times (STAR TOUR 2011 @日本武道館 2011.07.13)